# 天津市体育局
天津市体育局是中华人民共和国天津市人民政府主管贯彻国家体育工作的方针、政策和法律、法规，研究拟定本市体育工作的政策、法规和发展规划，并组织实施工作的直属机构。

## 内设机构
- 办公室
- 群众体育处
- 训练竞赛处
- 体育经济处
- 体育经济处
- 人事处
- 计划财务处(审计处)
- 党委办公室
- 纪检监察室[1]

## 直属单位
- 天津奥林匹克中心体育场
- 天津市体育工作大队
- 天津市付村体育训练基地
- 天津市游泳运动中心
- 天津市网球运动中心
- 天津市乒乓球运动管理中心
- 天津市足球运动管理中心
- 天津市体育运动学校
- 天津市体育竞赛管理中心
- 天津市体育服务事业管理中心
- 天津市社会体育管理中心
- 天津市体育产业管理中心
- 天津市体育对外交流中心
- 天津市第二体育运动学校
- 天津市蓟县体育训练基地
- 天津市体育科学研究所
- 天津市民园体育场
- 天津人民体育馆
- 天津体育馆
- 天津体育宾馆
- 天津市体育装备管理中心
- 天津体育发展有限公司
- 天津市体育彩票管理中心
- 天津市韩家墅体育训练基地[2]